# Las Leñas
Las Leñas – argentyński ośrodek narciarski położony w zachodniej części prowincji Mendoza, blisko granicy z Chile. Położony jest na wysokości 2240 m n.p.m. Ośrodek ten powstał w 1983 r. i jest jednym z największych w całych Andach.
Las Leñas leży w odległości 1171 km od Buenos Aires, 1075 km od Rosario, 890 km od Córdoby i 785 km od Santiago.
W przeszłości parokrotnie organizowano tu zawody Pucharu Świata w narciarstwie alpejskim.

## Linki zewnętrzne

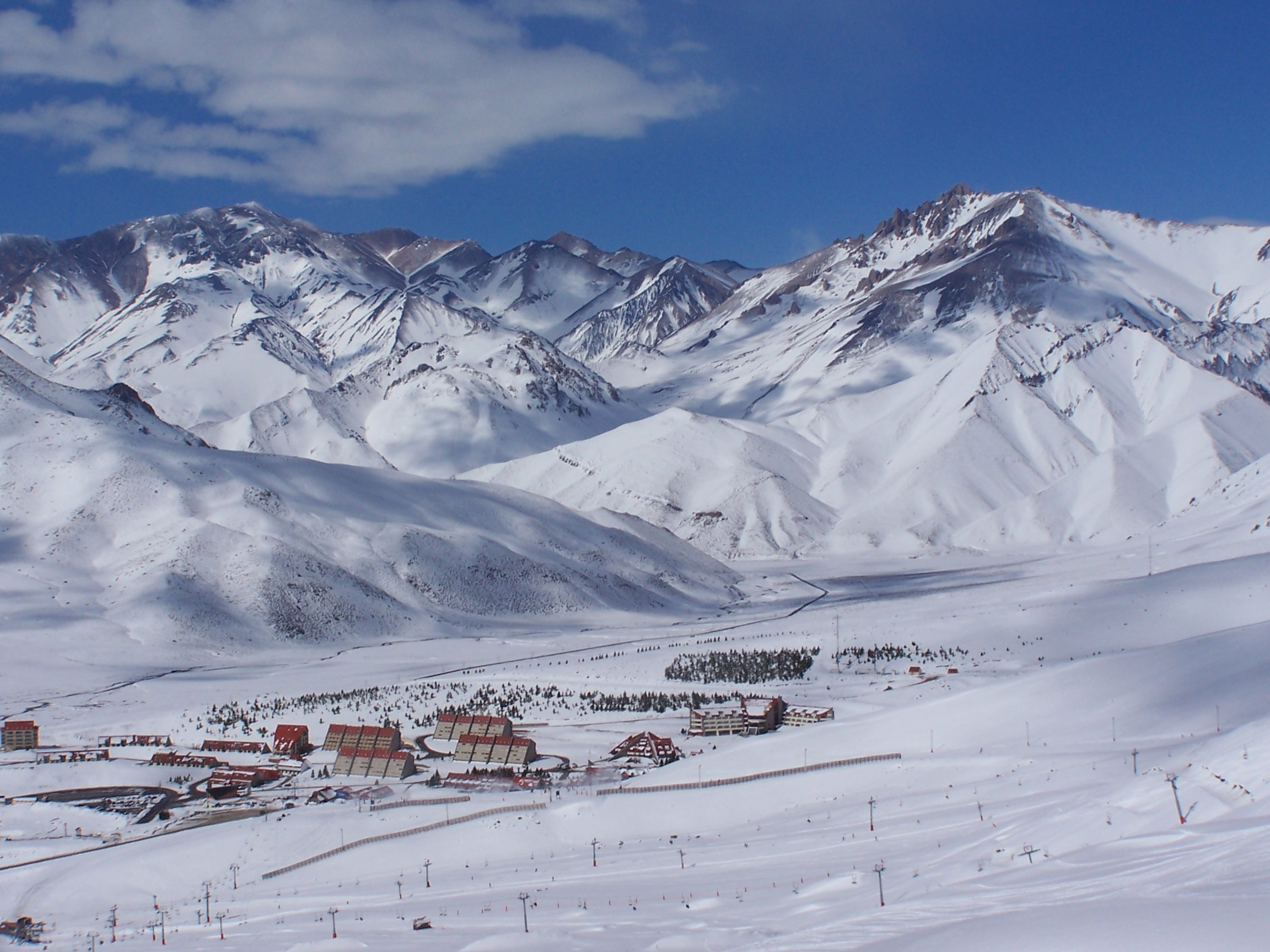
Widok na ośrodek